# Іван Савич (сотник)
Савич Іван (*? — †1733) — український державний і військовий діяч Гетьманщини.

## Життєпис
Походив з козацько-старшинського роду Савичів на Чернігівщині. Напевне був сином генерального судді Сави Прокоповича.
замолоду брав участь у військових діях. 1687 року відзначився у битві при Говтві проти татарської орди. У 1693—1694 роках брав участь у захисті Полтавщини від вторгнення загонів гетьмана Петра Іваненка.
З відновленням війни Московського царства з Османською імперієюу1695 році звитяжив при здобутті Кизикермені. 1696 року брав участь у другому Азовському поході.
На початку Великої Північної війни стає товаришем полку Чернігівського. 20 лютого 1704 року отримав гетьманський універсал Івана Мазепи на тестівські зліївські ґрунти і місце для млина.
У 1704—1706 роках брав участь у поході до Сандомиру на підтримку короля Августа II. У 1707—1708 роках брав участь в обороні українських міст від шведського війська. 1708 року відзначився при обороні Глухова. 1709 року як сотник любецький був учасником Полтавської битви.
У 1711—1712 роках брав участь в обороні Білої Церкви від військ гетьмана Пилипа Орлика та Кримського ханства. 1713 року залучено для оборони кордонів біля Києва. 17 січня 1716 року отримав гетьманський універсал Івана Скоропадського на підтвердження універсалу 1704 року
1721 року брав участь у спорудженні Ладозького каналу. У 1722 році брав участь Перському поході Петра I. У 1723 році був серед підписантів Коломацьких петицій. 1725 році здав уряд любецького сотника. Але вже у 1727 році повернув собі цей пернач. Перебував на сотницькомууряді до самої смерті у 1733 році.